# Myzocytose
Myzocytose (uit het Grieks : myzein, (μυζεῖν) wat "zuigen" betekent en kytos (κύτος) wat "container" betekent, wat verwijst naar "cel") is een voedingsmethode die voorkomt in sommige heterotrofe organismen. Het wordt ook wel "cellulair vampirisme" genoemd als roofcellen de celwand en/of het celmembraan van prooicellen doorboort met een voedingssonde, de conoïde, en de inhoud van de cel opzuigt.
Myzocytose wordt gevonden bij de Myzozoa en ook bij sommige soorten Ciliophora (beide behoren tot de alveolaten).
Een klassiek voorbeeld van myzocytose is de voedingsmethode van de roofzuchtige ciliaat Didinium, waar het vaak wordt afgebeeld terwijl het een Paramecium verslindt. Oorspronkelijk werd gedacht dat de suctoriaanse ciliaten zich uitsluitend voedde door myzocytose, waarbij het cytoplasma van prooien werd opgezogen via pseudopodia. Het is nu duidelijk dat suctorianen zich niet voeden met myzocytose, maar in plaats daarvan gevangen prooien vergiftigen met hun tentakelachtige pseudopodia.